# آرتور اوتر پندراگون
آرتور اوتر پندراگون (انگلیسی: Arthur Uther Pendragon؛ زادهٔ ۵ آوریل ۱۹۵۴ با نام اصلی جان راتول(به انگلیسی: John Timothy Rothwell)) کنشگر سیاست‌های سبز و از رهبران معنویت نوظهور دروئیدگرایی اهل بریتانیا است. او خود را تناسخی از شاه آرتور می‌خواند.
او در سال ۱۹۸۵ در نبرد بینفیلد (درگیری بین شرکت‌کنندگان فستیوال آزاد استون‌هنج و پلیس ویلتشر در استون‌هنج) شرکت داشت. این رویداد به خشونت کشیده شد و از ادامهٔ کار این فستیوال ممنوعیت به عمل آمد. پس از این اتفاق دولت بریتانیا برگزاری مراسم دروئیدی انقلاب تابستانی در استون‌هنج را ممنوع کرد
و افرادی که سعی در ورود غیرقانونی به استون‌هنج داشتند دستگیر می‌شدند. آرتور اوتر پندراگون به مدت چهارده سال از ۱۹۸۵ تا ۱۹۹۹ هر سال به‌خاطر تلاش برای ورود غیرقانونی دستگیر شد.